# Malagascoderes
Malagascoderes es un género de escarabajos de la familia Buprestidae.

## Especies
- Malagascoderes goudotti (Thomson, 1878)
- Malagascoderes scriptus (Thery, 1937)